# 시스템 573

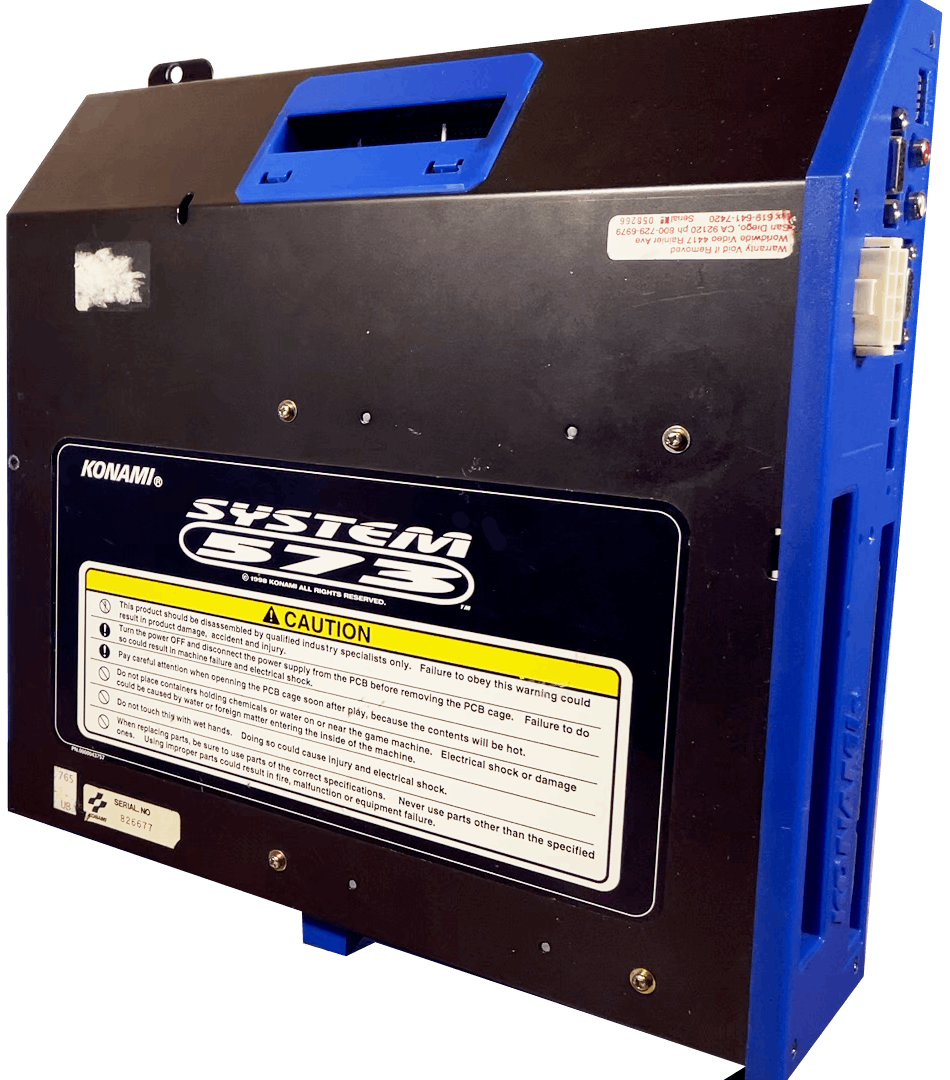

시스템 573(System 573)은 원래 플레이스테이션 (콘솔)을 기반으로 코나미가 만든 아케이드 시스템 보드이다. 이 하드웨어는 1998년에 소개된 인기 있는 댄스 댄스 레볼루션 시리즈를 포함하여 코나미의 BEMANI 뮤직 비디오 게임 아케이드 시리즈에 주로 사용되었다. 시스템 573은 다양한 확장 IO 보드로 구성하여 아날로그 및 출력과 같은 추가 입력 또는 출력(예: 댄스 댄스 레볼루션 및 기타 BENAMI 게임용 디지털 I/O 보드)을 추가할 수 있다. 이러한 IO 보드가 있는 시스템을 각각 시스템 573 아날로그 및 시스템 573 디지털이라고 한다. 최대 8개의 캐비닛을 중앙 캐비닛에 네트워크로 연결할 수 있는 시스템 573 새틀라이트 터미널이라는 또 다른 변형이 있다.
이 기판의 이름은 일본어 말장난에 뿌리를 두고 있다. 일본어로 된 각 숫자는 다양한 이름으로 읽을 수 있으며, 코나미의 이름은 "5-7-3"으로 읽을 수 있는 많은 이름 중 하나이다.